# Glenea chujoi
Glenea chujoi é uma espécie de escaravelho da família Cerambycidae. Foi descrita por Mitono em 1937.